# Таскамбија (Алабама)
Таскамбија (енгл. Tuscumbia) град је у америчкој савезној држави Алабама. По попису становништва из 2010. у њему је живело 8.423 становника.

## Демографија
Према попису становништва из 2010. у граду је живело 8.423 становника, што је 567 (7,2%) становника више него 2000. године.
| Група             | 2000.         | 2010.         |
| Белци             | 5.919 (75,3%) | 6.350 (75,4%) |
| Афроамериканци    | 1.768 (22,5%) | 1.783 (21,2%) |
| Азијати           | 11 (0,1%)     | 28 (0,3%)     |
| Хиспаноамериканци | 76 (1,0%)     | 116 (1,4%)    |
| Укупно            | 7.856         | 8.423         |